# Groote Eylandt Airport
Groote Eylandt Airport är en flygplats i Australien. Den ligger i kommunen East Arnhem och territoriet Northern Territory, omkring 630 kilometer öster om territoriets huvudstad Darwin. Den ligger på ön Groote Eylandt.
Trakten runt Groote Eylandt Airport är nära nog obefolkad, med mindre än två invånare per kvadratkilometer.. Närmaste större samhälle är Alyangula, omkring 14 kilometer norr om Groote Eylandt Airport. 
I omgivningarna runt Groote Eylandt Airport växer huvudsakligen savannskog. Savannklimat råder i trakten. Genomsnittlig årsnederbörd är 1 215 millimeter. Den regnigaste månaden är mars, med i genomsnitt 384 mm nederbörd, och den torraste är augusti, med 2 mm nederbörd.